# London Buses
London Buses (полное наименование — London Bus Services Limited) — подразделение Transport for London, ответственное за предоставление автобусных услуг общественного транспорта в Лондоне и окружающих его графствах.
К функциям London Buses относится пересмотр действующих маршрутов, планирование новых маршрутов, наблюдение за качеством обслуживания, управление остановками и автостанциями и другие.
Маршруты распределяются среди частных компаний-перевозчиков на конкурсной основе. Подвижной состав разнообразен и имеет преимущественно красную расцветку. Оплата за проезд осуществляется по тарифам; дети до 11 лет ездят бесплатно. Пассажиропоток в 2011 году составил 2,3 млрд пассажиров. На автобусный транспорт Лондона в 2011 году приходилось 4 % взвешенных частиц (PM10) от всех выхлопов в атмосферу, 16 % — оксида азота (NO2) и 6 % — оксида углерода (CO2).